# Despotado de Serbia
El Despotado de Serbia (en serbio: Srpska despotovina/Српска деспотовина) fue uno de los últimos Estados serbios que cayeron en poder del Imperio otomano. Aunque el año 1389, el año de la batalla de Kosovo, se considera como el fin del Estado medieval serbio, el despotado, sucesor del Imperio serbio y de la Serbia Morava, Estado del knez Lazar, sobrevivió durante setenta años más, experimentando un renacimiento cultural y político en la primera mitad del siglo XV, antes de ser conquistado definitivamente por los turcos en 1459. Sin embargo, todavía continuó existiendo dentro del Reino de Hungría hasta mediados del siglo XVI, con sus gobernantes en el exilio en Hungría. Duró entre 1403 y 1540. Pavle Bakić fue el último déspota serbio en ser reconocido por los imperios otomano y de los Habsburgo.

## Gobernantes
- Stefan Lazarević (1402-1427)
- Đurađ Branković (1427-1439)

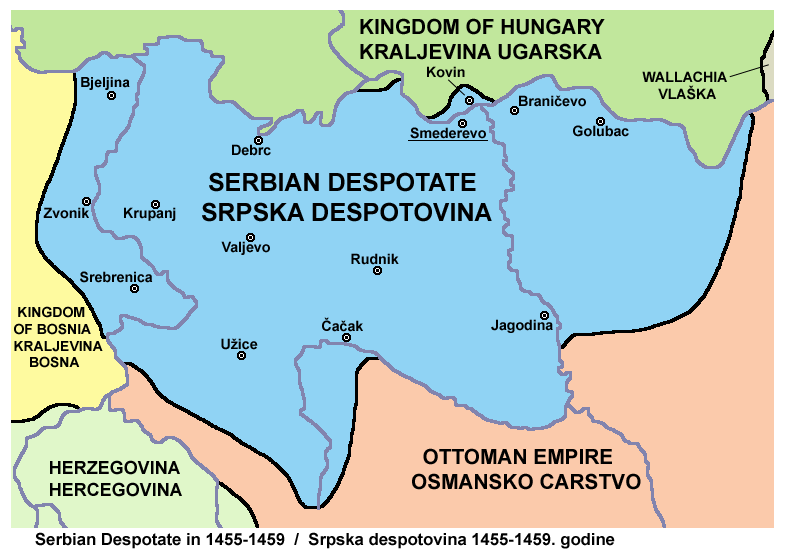
el Despotado entre 1455 y 1459

- Ishak-Beg (1439-1443) (Gobernador otomano)
- Isa-Beg (1443-1444) (Gobernador otomano)
- Đurađ Branković (1444-1456) (Restaurado)
- Lazar Branković (1456-1458)
- Stefan Branković (1458-1459)
- Stefan Tomašević (1459)

Desde 1471 hasta 1537 los herederos dinásticos vivieron exiliados en Hungría.